# UFC 75
UFC 75: Champion vs. Champion fue un evento de artes marciales mixtas celebrado por Ultimate Fighting Championship el 8 de septiembre de 2007 en el The O2 Arena, en Londres, Reino Unido.

## Historia
El evento principal fue un combate de unificación del título entre el campeón de peso semipesado de UFC Quinton Jackson y el campeón de peso medio de PRIDE Dan Henderson para definir al campeón absoluto de peso semipesado de UFC.

## Resultados

### Tarjeta preliminar
- Peso wélter: Jess Liaudin vs. Anthony Torres

Liaudin derrotó a Torres vía TKO (golpes) en el 4:10 de la 1ª ronda.
- Peso ligero: Dennis Siver vs. Naoyuki Kotani

Siver derrotó a Kotani vía KO (golpe) en el 2:04 de la 2ª ronda.
- Peso semipesado: Thiago Silva vs. Tomasz Drwal

Silva derrotó a Drwal vía TKO (golpes) en el 4:23 de la 2ª ronda.
- Peso ligero: Gleison Tibau vs. Terry Etim

Tibau derrotó a Etim vía decisión unánime (30–27, 30–27, 30–27).

### Tarjeta principal
- Peso semipesado: Alessio Sakara vs. Houston Alexander

Alexander derrotó a Sakara vía TKO (rodillazo y golpes) en el 1:01 de la 1ª ronda.
- Peso wélter: Paul Taylor vs. Marcus Davis

Davis derrotó a Taylor vía sumisión (armbar) en el 4:14 de la 1ª ronda.
- Peso pesado: Mirko Filipović vs. Cheick Kongo

Kongo derrotó a Filipović vía decisión unánime (29–28, 29–28, 29–28).
- Peso semipesado: Michael Bisping vs. Matt Hamill

Bisping derrotó a Hamill vía decisión dividida (29–28, 27–30, 29–28).
- Unificación del Campeonato de Peso Semipesado de UFC & Campeonato de Peso Medio de PRIDE: Quinton Jackson (Campeón UFC) vs. Dan Henderson (Campeón PRIDE)

Jackson derrotó a Henderson vía decisión unánime (48–47, 49–46, 49–46).

## Premios extra
Cada peleador recibió un bono de $40,000.
- Pelea de la Noche: Marcus Davis vs. Paul Taylor[2]
- KO de la Noche: Houston Alexander[2]
- Sumisión de la Noche: Marcus Davis[2]